# Morris L. West
Morris Langlo West, född 26 april 1916, död 9 oktober 1999, var en australisk bestsellerförfattare.